# Claire Lamarche
Pour les articles homonymes, voir Lamarche.
Claire Lamarche (née le 28 juin 1945 à Montréal,) est une animatrice et productrice de télévision québécoise. 

## Biographie
Après des études universitaires en sociologie, Claire Lamarche commence une carrière dans le domaine de l'enseignement. Après quelques années, elle réoriente sa carrière vers la télévision, où elle œuvre d'abord comme recherchiste. Radio-Québec lui offre d'animer une émission de débat dans les années 1980. Ainsi nait Droit de parole, une émission qui regroupe des personnes de différents horizons appelés à commenter des sujets d'actualité brûlants.
Après sept saisons couronnées d'un succès populaire plutôt inhabituel pour la chaîne éducative québécoise, le réseau TVA lui offre d'animer une émission de services où elle trouvera véritablement sa voie. La formule de l'émission éponyme Claire Lamarche, permet aux invités d'exprimer leurs sentiments et leurs émotions, sous l'oreille attentive et discrète de l'animatrice. L'émission quotidienne, qui traite de sujets comme la chasteté, la vie après la mort, les relations hommes-femmes et l'obésité et la séduction, récolte un succès immédiat, propulsant l'animatrice au sommet de sa profession. Elle remporte 8 prix MetroStar entre 1992 et 2000. Le 18 janvier 2002, elle annonce qu'elle met un terme à la production de la série, après 12 saisons et 1 713 épisodes à l'antenne. Le réseau TVA évalue que durant ses années à l'antenne, Claire Lamarche a recueilli plus de 90 000 témoignages de Québécois. Elle est admise au Temple de la renommée de l'Association canadienne des radiodiffuseurs l'année suivante.
En 2004, la société de Lamarche lance une nouvelle formule, intitulée Faut voir clair. Après des débuts prometteurs, la série est annulée en octobre 2006, en raison des faibles cotes d'écoute de cette formule. Lamarche anime également des émissions spéciales, intitulées Les Retrouvailles, dans lesquelles elle tente de réunir des familles séparées par les aléas de la vie. Ces émissions attirent plus d'un million de téléspectateurs. Les familles réunies dans le cadre de l'émission sont mis en vedette dans une autre série animée et produite par l'animatrice, Bonheur à partager. En 2007, elle a lancé une nouvelle formule permettant de réunir employeurs et chasseurs d'emploi sur un plateau de télévision, dans une série d'émissions intitulée La Chasse à l'emploi.
Les problèmes de santé de l'animatrice ont plusieurs fois défrayé la chronique. À l'automne 2007, Lamarche a éprouvé des problèmes de chute de tension qui ont nécessité son hospitalisation et une longue convalescence. Sa maladie a entraîné l'annulation d'une de ses émissions spéciales. Il ne s'agissait pas d'un premier problème de santé pour l'animatrice ; le 13 mai 1997, elle s'était effondrée en public alors qu'elle animait un débat entre Jean Chrétien, Jean Charest, Gilles Duceppe, Preston Manning et Alexa McDonough. Le débat tenu quelques jours avant l'élection fédérale était diffusé sur les principaux réseaux de télévision francophones du Canada,.
Guy Messier était son compagnon.

## Prix et récompenses
- 2006 : Prix Artis : Animateur/ animatrice d'émissions de services
- 2000 : Prix MetroStar : Animateur/Animatrice - Émission de services (ex æquo)
- 1998 : Prix MetroStar : Animateur/Animatrice - Émission de services (ex æquo)
- 1992-1997 : Prix MetroStar : Animateur/Animatrice - Émission de services
- 1992 : Prix Gémeaux : Meilleure animation : émission ou série culturelle, à caractère social ou de services
- 1991 : Prix Gémeaux : Meilleure animation : émission ou série culturelle, à caractère social ou de services
- 1989 : Prix MetroStar : Animatrice préférée
- 1987 : Prix Gémeaux : Meilleure animation : émission ou série d’information